# The Now Now
The Now Now — шестой студийный альбом британской виртуальной группы Gorillaz. Альбом был выпущен 29 июня 2018 года. Запись началась во время тура Humanz по Северной Америке в конце 2017 года. Так как предыдущий альбом Humanz критиковали за чересчур большое количество приглашённых артистов, в новом альбоме их осталось всего лишь трое. По словам одного из основателей Gorillaz Деймона Албарна, альбом был записан достаточно быстро. О подготовке The Now Now общественность впервые узнала из плакатов на фестивале All Points East Festival. На них были различные фразы и ссылка на короткий тизер, содержащий фрагмент новой песни и дату релиза.

## Хронология
После выхода Humanz Албарн намекнул, что новый альбом Gorillaz будет записан достаточно скоро, отметив, как он наслаждался записью и исполнением новых песен во время тура. Он сказал, что этот альбом такой же спонтанный по своей природе, как и альбом The Fall, но «более цельный». К этому Албарн добавил: «Если мы ещё будем делать что-то с Gorillaz, то мы не хотим ждать семь лет, потому что, как вы понимаете, мы стареем». Позже фронтмен Gorillaz подтвердил, что они работают над новым альбомом и что релиз запланирован на 2018 год.
На концерте в Сиэтле в сентябре 2017 года Gorillaz впервые исполнили песню «Idaho» из нового альбома. В конце марта 2018 года на концерте в Чили они представили ещё одну новую песню, «Hollywood», записанную совместно с Джейми Принциплом и Snoop Dogg. На этом концерте Албарн заявил, что альбом был недавно закончен и выйдет в ближайшее время. В мае этого же года на фестивале All Points East Festival появилась серия плакатов, которые содержали такие фразы, как «G is the Magic Number» («G — это волшебное число») и «Save Us from Him» («Спасите нас от него»). Также на плакатах был URL-адрес, указывавший на короткий тизер альбома, в котором были показаны его название и дата релиза — 29 июня. В нём также содержится небольшой фрагмент новой песни, которая позже была выпущена под названием «Lake Zurich». 28 мая, на следующий день после окончания фестиваля, Эмма де Кон, жена Джейми Хьюлетта, аниматора и одного из основателей Gorillaz, в своём Instagram-аккаунте подтвердила выход нового альбома.

## Запись альбома
Большая часть альбома была записана в феврале 2018 года в Studio 13 в Лондоне. По словам Албарна, альбом был записан в течение короткого периода времени, так что у группы будут новые песни для предстоящих фестивалей. Следствием ускоренного выпуска альбома The Now Now стало заметно меньшее по сравнению с предыдущими альбомами количество приглашённых артистов.
Лирическую связность альбома Албарн приписывает продюсеру Джеймсу Форду: «Он — „полиция смысла“, он любит, чтобы всё имело значение. Как обычно бывает с Gorillaz, я записывал всё с первого раза, когда это ощущалось правильным; а он говорил мне что-то типа „просто сделай так, чтобы в этом было немного больше смысла“. Если эта запись имеет хоть сколько-нибудь больше смысла, это исключительно его заслуга, а не моя».

## Выпуск и продвижение
30 мая 2018 года был анонсирован первый сингл нового альбома «Humility». Он впервые прозвучал на следующий день на радиостанции Beats 1 в программе Зейна Лоу. Одновременно с этим сингл был официально выпущен в цифровом формате вместе со второй песней «Lake Zurich» и музыкальным клипом с участием Джека Блэка. В тот же день был анонсирован семидневный тур по Северной Америке в поддержку альбома в октябре 2018 года, который будет являться частью The Now Now Tour. 24 июня 2018 Gorillaz исполнили вживую альбом The Now Now в Токио (Япония), транслируя это на YouTube.

## Синглы
31 мая 2018 года на официальном YouTube-канале Gorillaz были опубликованы два сингла, «Humility» и «Lake Zurich». «Humility» достиг 81-й позиции в британском чарте UK Singles Chart, 85-й позиции в американском Billboard Hot 100 и 7-й позиции в американском Hot Rock Songs. «Lake Zurich» добрался до 35-й строчки в американском чарте Hot Rock Songs. В тот же чарт попали и остальные синглы The Now Now: «Sorcererz» (выпущенный 7 июня) достиг 36-й позиции, «Fire Flies» (14 июня) — 32-й позиции, а «Hollywood» (21 июня) — 26-й позиции.

## Критика
| Совокупная оценка | Совокупная оценка |
| Источник          | Оценка            |
| ----------------- | ----------------- |
| Metacritic        | 73/100            |
| Оценки критиков   |                   |
| Источник          | Оценка            |
| AllMusic          | [ 22 ]            |
| Clash             | 7/10              |
| Drowned in Sound  | 6/10              |
| Mojo              | [ 21 ]            |
| musicOMH          | [ 23 ]            |
| NME               | [ 24 ]            |
| Pitchfork         | 6.8/10            |
| Q                 | [ 21 ]            |
| Rolling Stone     | [ 26 ]            |
| Uncut             | [ 21 ]            |

The Now Now получил в основном положительные отзывы от музыкальных критиков. На сайте Metacritic альбом получил среднюю оценку 73 при 27 отзывах, что означает «в основном благоприятные рецензии».
Альбом похвалили за его лирическую и звуковую простоту. В обзоре для NMEТомас Смит назвал его «аккуратным и энергичным». По мнению Уилла Гермеса из Rolling Stone, упрощенный подход привёл к «самому гармоничному альбому группы».Примечательно, что многие критики сравнивали его двумя предыдущими записями. Положительно отзываясь о вновь обретённой целостности альбома, напоминающей The Fall, Дункан Конрад из Drowned in Sound отметил и «радикально сокращённый список гостей», и простоту написанного в дороге альбома". Смит из NME похвалил альбом как более ёмкий и менее «типичный», чем его непосредственный предшественник. Анна Алгер из Exclaim! пишет: «The Now Now чувствует себя свежим и современным. Gorillaz в плане звука вернулись назад, убрав состав приглашённых артистов, но это лишь иллюстрирует композиторскую силу ядра группы.»
Большинство критиков также высоко оценили энергию и оптимизм альбома. Состоящий из «11 поп-треков, которые заключают в себе энергию, страсть и обилие идей», The Now Now воспринимается как «оптимистичный по обычным стандартам [Албарна]». В частности, Уилф Скиннер из Clash назвал его «ликующим и довольно разнообразным […] альбомом».
Однако, с другой стороны, ряд критиков указывали на отсутствие амбиций и творческой силы в альбоме. Rolling Stone отметил явный недостаток «искры, исходящей из обычного для Gorillaz беспорядка идей и личностей». Аналогичным образом, Drowned in Sound назвал The Now Now «разочаровывающе малозначимым альбомом, бедным на выдающиеся песни, большие идеи» и эксперименты, которые являются отличительной особенностью группы.
Кроме того, критики разошлись во мнениях относительно повествования альбома: по мнению Drowned in Sound, альбом «почти не продвинул мифологию [группы]», и поэтому в конечном счете «не имеет смысла»; в NME, наоборот, считают альбом «приятным дополнением» к «очень занимательной мифологии» Gorillaz.

## Коммерческий успех
В Великобритании альбом дебютировал на пятом месте в чарте UK Albums Chart, став шестым альбомом Gorillaz, попавшим в первую десятку этого чарта.
В США The Now Now дебютировал на четвёртой строчке в чарте Billboard 200 с 63 000 эквивалентных альбомных единиц, из которых 52 000 — это чистые продажи альбома. Он стал пятым альбомом Gorillaz, попавшим в первую десятку этого чарта.

## Трек-лист
Слова и музыка песен были написаны Деймоном Албарном совместно с Джеймсом Фордом, Реми Кабакой и приглашёнными артистами.
| №                   | Название                                                 | Длительность |
| ------------------- | -------------------------------------------------------- | ------------ |
| 1.                  | «Humility» (совместно с Джорджем Бенсоном)               | 3:17         |
| 2.                  | «Tranz»                                                  | 2:42         |
| 3.                  | «Hollywood» (совместно с Snoop Dogg и Джейми Принциплом) | 4:53         |
| 4.                  | «Kansas»                                                 | 4:08         |
| 5.                  | «Sorcererz»                                              | 3:00         |
| 6.                  | «Idaho»                                                  | 3:42         |
| 7.                  | «Lake Zurich»                                            | 4:13         |
| 8.                  | «Magic City»                                             | 3:59         |
| 9.                  | «Fire Flies»                                             | 3:53         |
| 10.                 | «One Percent»                                            | 2:21         |
| 11.                 | «Souk Eye»                                               | 4:34         |
| Общая длительность: | Общая длительность:                                      | 40:49        |

## Состав
| Gorillaz - Деймон Албарн — вокал, гитара, синтезатор - Джеймс Форд — ударные, басы, гитара (треки 1–3, 5, 8–11), синтезатор (треки 1, 4–7) - Реми Кабака — перкуссия (трек 7) Приглашённые музыканты - Джордж Бенсон — гитара (трек 1) - Карл Ван ден Бош — перкуссия (трек 3) - Snoop Dogg — вокал (трек 3) - Джейми Принципл — вокал (трек 3) - Junior Dan — бас (трек 5) - Abra — бэк-вокал (трек 5) - Грэм Коксон — гитара (трек 8) | Техническая составляющая - Gorillaz — продакшн - Джеймс Форд — продакшн - Реми Кабака — продакшн - Стивен Седжвик — микшер, инжиниринг - Самуэль Эгглтон — ассистент - Марк ДеКоцио — инжиниринг (трек 1) - Стюарт Лоубридж — координация живых выступлений - Джон Дейвис — мастеринг Работа с графикой - Джейми Хьюлетт — анимация - Старс Редмонд — ассистент - Шивон Бетти — ассистент |

## Чарты
| Чарт (2018)                            | Максимальная позиция |
| -------------------------------------- | -------------------- |
| Австралия (ARIA)                       | 4                    |
| Австрия (Ö3 Austria)                   | 8                    |
| Бельгия/Фландрия (Ultratop)            | 5                    |
| Бельгия/Валлония (Ultratop)            | 2                    |
| Канада (Canadian Albums Chart)         | 4                    |
| Дания (Hitlisten)                      | 27                   |
| Нидерланды (Album Top 100)             | 5                    |
| Финляндия (Suomen virallinen lista)    | 17                   |
| Франция (SNEP)                         | 6                    |
| Германия (Offizielle Top 100)          | 10                   |
| Ирландия (IRMA)                        | 4                    |
| Италия (Classifica album)              | 17                   |
| Новая Зеландия (RMNZ)                  | 9                    |
| Норвегия (VG-lista)                    | 7                    |
| Польша (ZPAV)                          | 27                   |
| Spanish Albums (PROMUSICAE)            | 11                   |
| Швеция (Sverigetopplistan)             | 18                   |
| Швейцария (Schweizer Hitparade)        | 3                    |
| Швейцария (Romandie)                   | 1                    |
| Великобритания (UK Albums Chart)       | 5                    |
| US Billboard 200                       | 4                    |
| США (Billboard Top Alternative Albums) | 2                    |
| США (Billboard Top Rock Albums)        | 2                    |
| США (Billboard Top Tastemaker Albums)  | 1                    |